# Paide vald
Paide vald was een gemeente in de Estlandse provincie Järvamaa met 1663 inwoners op 1 januari 2017 en een oppervlakte van 300,6 km².
Tot de landgemeente behoorden 28 dorpen, waarvan Tarbja en Sargvere de grootste waren. Paide vald was een zogenaamde "ringgemeente" (rõngasvald), een gemeente rondom een plaats die als bestuurscentrum fungeert, maar er zelf niet bijhoort, in dit geval de stad Paide.
In oktober 2017 werden Paide vald, de stad Paide en de gemeente Roosna-Alliku samengevoegd tot een nieuwe stadsgemeente Paide.

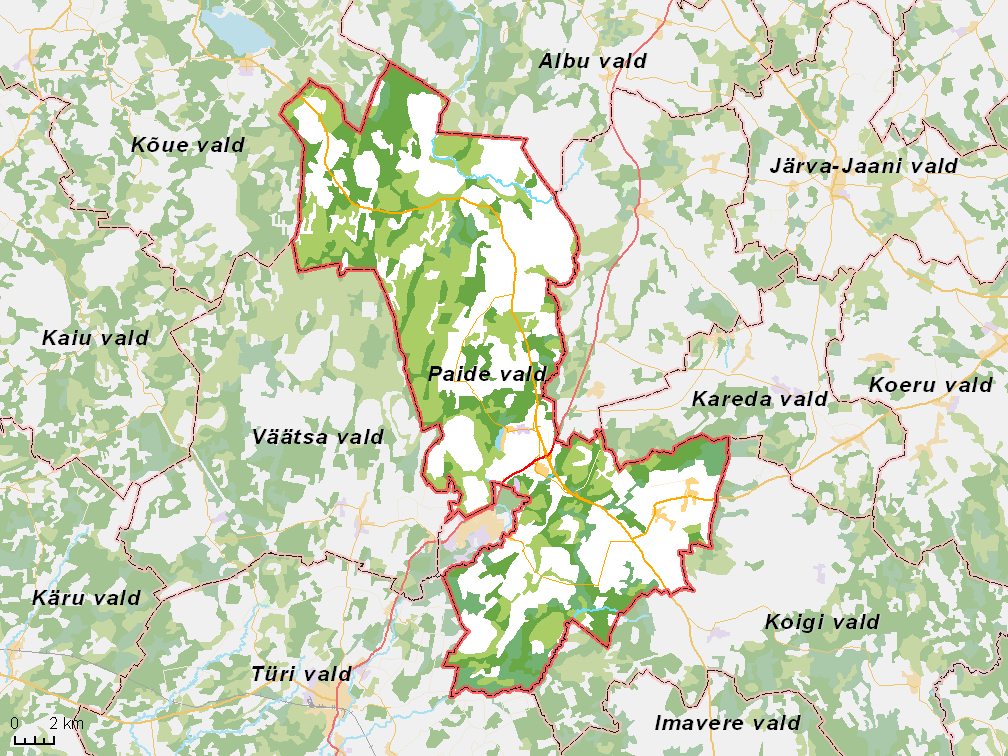
De gemeente met omliggende gemeenten, situatie begin 2017